# Brian A. Nichols
Brian A. Nichols (* Rhode Island, 1965) es un diplomático estadounidense. Fue embajador de los Estados Unidos de América en el Perú desde junio de 2014 hasta 2017. Es embajador de Estados Unidos en Zimbabue desde julio de 2018.

## Biografía
Nichols es originario del Estado de Rhode Island. Hizo sus estudios superiores en la Universidad de Tufts. Está casado con Geraldine Kam, (funcionaria del Servicio Exterior estadounidense) con quien tiene dos hijas.
Es miembro de carrera del Servicio Diplomático de los Estados Unidos, habiéndose incorporado al Servicio Diplomático en 1989. Su primer destino diplomático fue como funcionario consular en la Embajada de los Estados Unidos en Lima, Perú. Ha servido en El Salvador, Indonesia y México.